# 藤田総平
藤田 総平（ふじた そうへい）は、日本のドイツ文学者・ドイツ語学者。埼玉大学経済学部教授。

## 略歴
- 1970年 私立武蔵高校卒業
- 1974年 埼玉大学教養学部教養学科（ドイツ語圏文化コース）卒業
- 1976年 東京大学大学院人文科学研究科修士課程修了
- 1977年 東京大学大学院人文科学研究科博士課程中退
- 1977年 東京大学教養学部助手
- 1979年 埼玉大学教養部専任講師
- 1980年 埼玉大学教養部助教授
- 1995年 埼玉大学経済学部助教授
- 1997年 埼玉大学経済学部教授
- 2014年 埼玉大学図書館長（-2016年）。図書館3号館（ラーニング・コモンズ）の建設、2号館の耐震改修に尽力。

## 翻訳
- 『ノヴァーリス全集 (1)』、青木誠之・大友進・池田信雄・藤田総平（翻訳）、沖積舎、2002年
- 『ノヴァーリス全集 (2)』、青木誠之・大友進・池田信雄・藤田総平（翻訳）、沖積舎、2001年
- 『ノヴァーリス全集 (3)』、青木誠之・大友進・池田信雄・藤田総平（翻訳）、沖積舎、2002年

## 論文
- 「ミヒャエル・エンデ『はてしない物語』論―物語論の観点から」（『社会科学論集』、埼玉大学経済学会編、117号、47-69頁、2006年）
- 「歌劇『タンホイザー』試論　―『バルジファル』との比較において」（『思索する耳』同学社、122-139頁、1994年）
- 「歌劇「タンホイザー」におけるヴァーグナーのロマン派文学の受容について」（『埼玉大学紀要 外国語学文学篇』、28号、65-74頁、1994年）
- 「もう一つの『魔笛論』―差別的制度について」（東京大学文部省科学研究費報告書『ドイツ近代における女性論の展開と文学作品に現れる女性像の変遷』、30-52頁、1992年）
- 「「魔笛」との比較における歌劇「フィデリオ」試論―2重の差別的制度と希望」（『埼玉大学紀要 外国語学文学篇』、26号、1-12頁、1992年）
- 歌劇「「ヘンゼルとグレーテル」を読む」（『埼玉大学紀要 外国語学文学篇』、22号、1-11頁、1988年）
- 「ティークの「ウィリアム・ロヴェル」における都市と自然」（『埼玉大学紀要 外国語学文学篇』、18号、49-60頁、1984年）
- 「メールフェンとイロニー　―ノヴァーリス試論」（『東京大学教養学部外国語科研究紀要』、第26巻1号、49-98頁、1978年）

## 専門分野
- ドイツロマン主義文学
- ドイツ・オペラの研究